# Krzywólka (gmina Szypliszki)
Krzywólka – wieś w Polsce położona w województwie podlaskim, w powiecie suwalskim, w gminie Szypliszki.
W latach 1975–1998 miejscowość należała administracyjnie do województwa suwalskiego.
Na południowy wschód od wsi znajduje się Jezioro Szelment Mały.